# Ecuación de Bosanquet
En la teoría de la capilaridad, la ecuación de Bosanquet es una modificación mejorada de la más simple Teoría de Lucas-Washburn para el movimiento de un líquido en un tubo capilar delgado o un material poroso que puede aproximarse como una gran acumulación de capilares. En el modelo Lucas-Washburn, se ignora la inercia del fluido, lo que lleva a suponer que el flujo es continuo bajo condiciones constantes de flujo laminar viscoso de Poiseuille sin tener en cuenta los efectos de la aceleración del transporte de masas que se produce al comienzo del flujo y en los puntos de cambio de la geometría de los vasos capilares internos. La ecuación de Bosanquet es una ecuación diferencial que es de segundo orden en la derivada respecto al tiempo, similar a  la  Segunda ley de Newton, y por lo tanto toma en cuenta la inercia del fluido. Las ecuaciones de movimiento, como la ecuación de Washburn, que intentan explicar una velocidad (en lugar de una aceleración) como proporcional a una fuerza motriz se describen a menudo con el término Mecánica aristotélica

## Definición
La ecuación de movimiento de Bosanquet es:
| Símbolo                 | Nombre                                      | Unidad  |
| ----------------------- | ------------------------------------------- | ------- |
| {\displaystyle \rho }   | Densidad del fluido                         | kg / m3 |
| {\displaystyle \eta }   | Viscosidad dinámica                         | Pa s    |
| {\displaystyle \gamma } | Tensión superficial                         | N / m   |
| {\displaystyle r}       | Radio de la sección transversal del capilar | m       |
| {\displaystyle x}       | Distancia que ha avanzado el fluido         | m       |
| {\displaystyle \theta } | Ángulo de contacto líquido-sólido           |         |
| {\displaystyle t}       | Tiempo                                      | s       |

suponiendo que el movimiento esté completamente originado por la tensión superficial, sin presión aplicada en ninguno de los extremos del tubo capilar.

## Solución
La solución de la ecuación de Bosanquet se puede dividir en dos escalas de tiempo; en primer lugar para explicar el movimiento inicial del fluido al considerar una solución en el límite de tiempo que se aproxima a 0 que da la siguiente forma
| Símbolo           | Unidad  | Fórmula                                                  |
| ----------------- | ------- | -------------------------------------------------------- |
| {\displaystyle x} | m       |                                                          |
| {\displaystyle a} | s-1     | {\displaystyle a={\frac {8\eta }{\rho r^{2}}}}           |
| {\displaystyle b} | m2 / s2 | {\displaystyle b={\frac {2\gamma \cos \theta }{\rho r}}} |

Para la condición de tiempo corto esto muestra una posición frontal proporcional al tiempo en lugar de a la raíz cuadrada del tiempo como muestra la ecuación de Lucas-Washburn.
A medida que el tiempo aumenta después del tiempo inicial de aceleración, la ecuación decae a la conocida forma de Lucas-Washburn dependiendo de la viscosidad y la raíz cuadrada del tiempo.